# Квінті (затока)

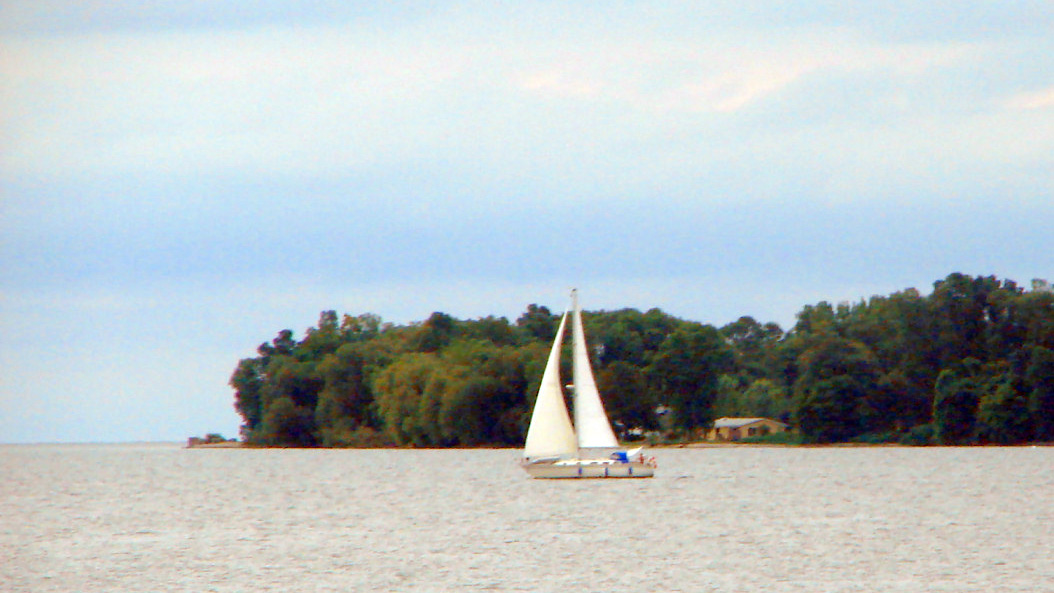
Вигляд мису Індіан-Пойнт з Крессі-Пойнт, крайня східна точка округу Принца Едварда та вхід до затоки Квінті.

Затока Квінті (англ. Quinte [ˈkwɪnti]) являє собою довгу, вузьку затоку в формі літери «Z» на північному березі озера Онтаріо, в провінції Онтаріо, Канада. Вона знаходиться на захід від верхів'я річки Святого Лаврентія, яка несе води з Великих озер у затоку Святого Лаврентія. Вона розташована близько 200 км на схід від Торонто та 350 км на захід від Монреаля.
В затці ловляться одні з найкращих судаків у Північній Америці, а також, як показує спортивний вилов, більшість риб, поширених у Великих озерах. У затоці наприкінці літа трапляється цвітіння водоростей. Трапляються шкідливі для кораблів та водної інфраструктури молюски тригранки річкової, а також інші інвазивні види, занесені до Великих озер.
Район затоки Квінті відігравав важливу роль у бутлеґерстві під час заборони спиртного в Сполучених Штатах, коли в цьому районі виробляли великі обсяги алкоголю, які вирушали човнами по затоці до озера Онтаріо, а звідти — до штату Нью-Йорк, де його розповсюджували. Нелегальний продаж алкоголю сприяв утворенню чималих маєтків у Бельвілі та його околицях.
Туризм у цьому районі є значущим, особливо в літні місяці, завдяки затоці Квінті та її риболовлі, місцевим полям для гольфу, провінційним паркам і винарням.

## Географія

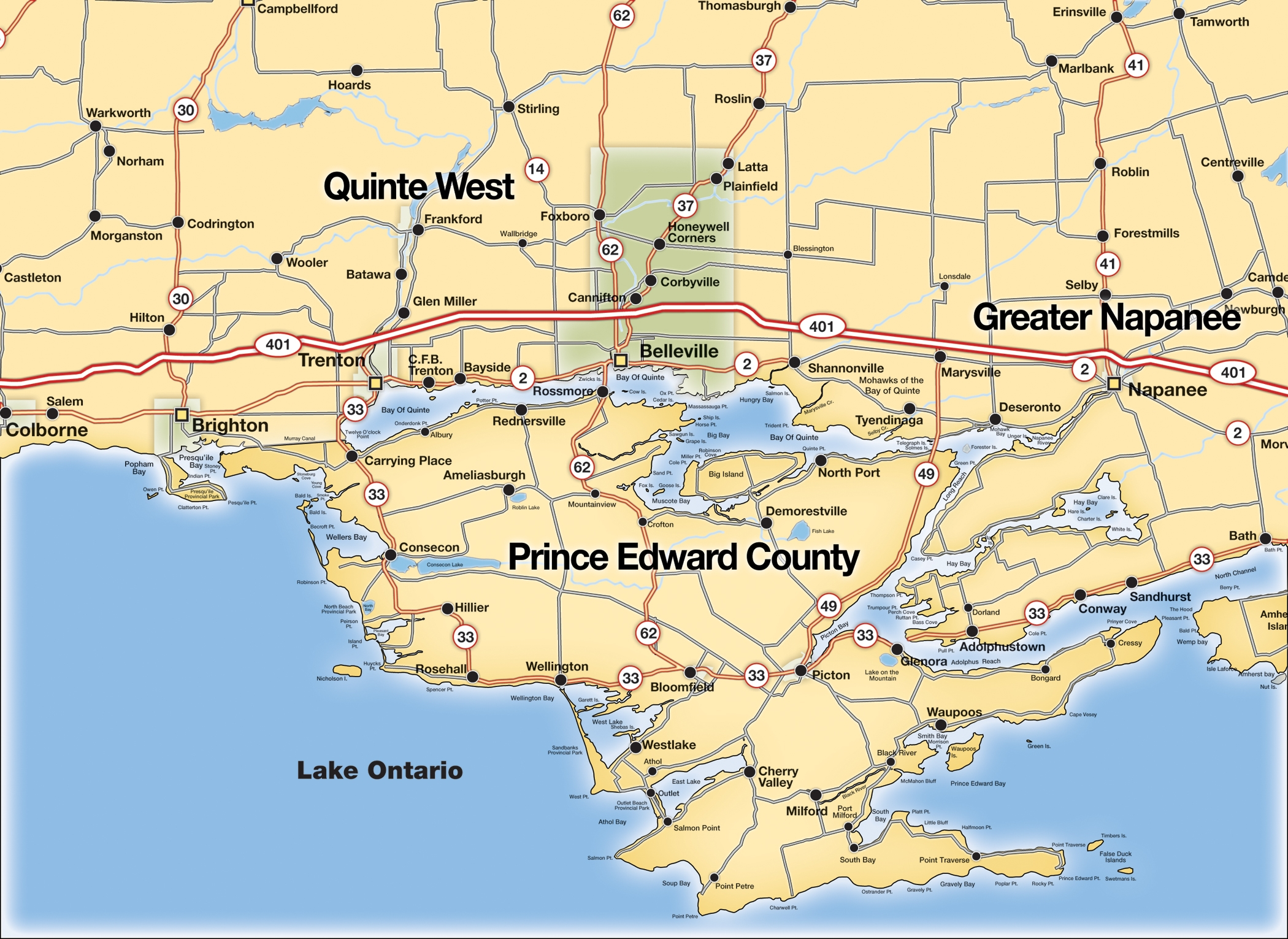
Карта району затоки Квінті (місто Бельвіль затоноване зеленим)

Північна сторона затоки омежується материком провінції Онтаріо, тоді як південна сторона йде від берега мису округу Принца Едварда. Починаючись на сході від виходу до озера Онтаріо, затока тягнеться із заходу на південний захід на 25 км до Піктона (хоча ця ділянка також називається Adolphus Reach), де вона повертає на північний північний захід ще на 20 км до Дезеронто. Звідти знову повертає на південь-південний захід ще на 40 км, проходячи повз Біґ-Айленд на півдні та Бельвіль на півночі. Ширина затоки рідко перевищує 2 км. Затока закінчується в Трентоні (Квінті-Вест) і річці Трент, обидві також на північній стороні. Канал Мюррея був прорізаний через «Місце волоку», де лиш кілька кілометрів відділяють кінець затоки та озеро Онтаріо на західній стороні. Річка Трент є частиною водного шляху Трент - Северн, - каналу, що з'єднує озеро Онтаріо з озером Сімко, а потім затокою Джорджен-Бей на озері Гурон.
У затоці Квінті є кілька  менших бухт, включаючи Гей-Бей, Біґ-Бей та Маскот-Бей.

### Муніципалітети
- Бельвіль
- Квінті-Вест
- Брайтон
- Шеннонвіль
- Напані
- Дезеронто
- Територія ірокезів Тієндинаґа
- Россмор
- Амеліасбурґ
- Піктон
- Консекон
- Керіінґ-Плейс

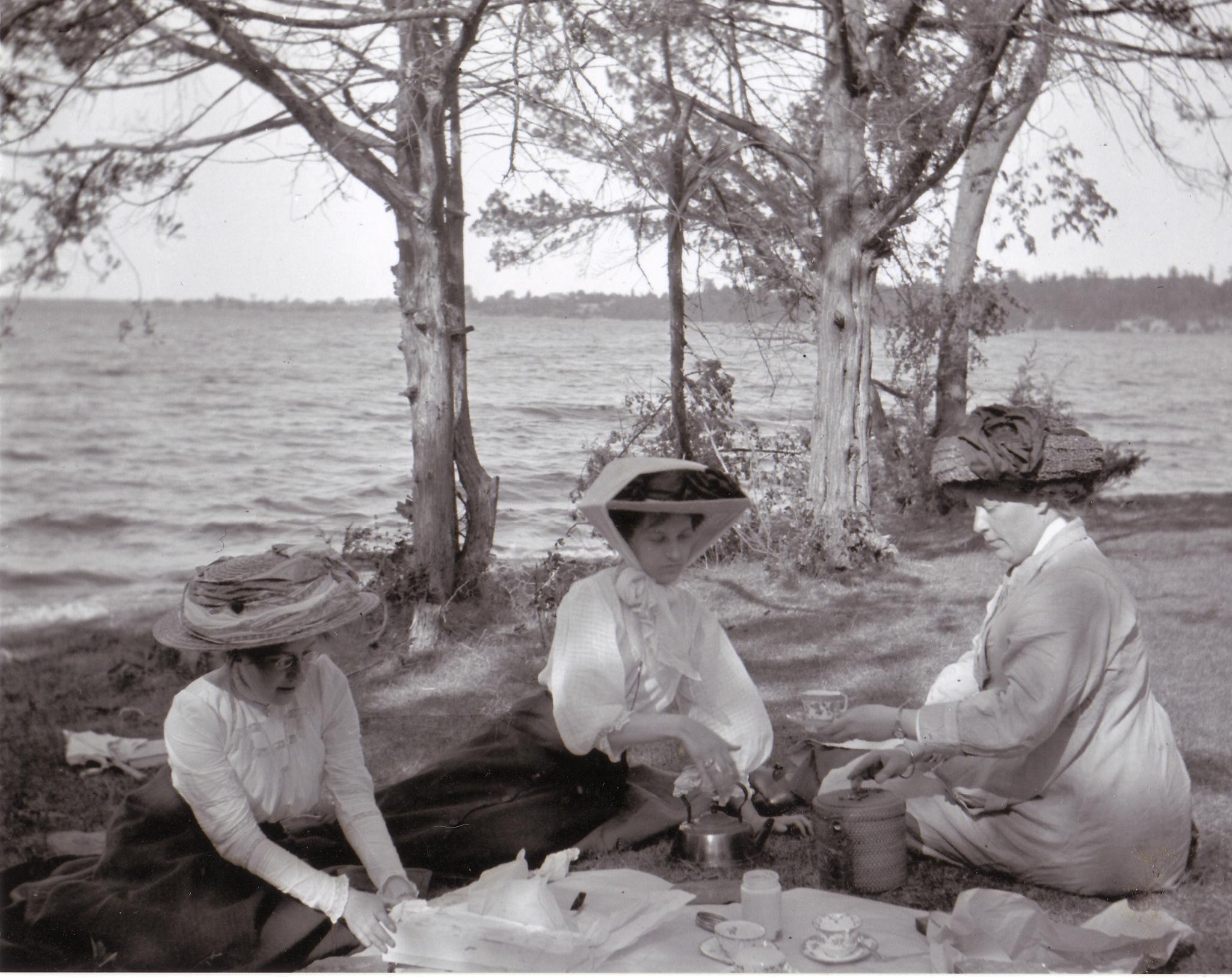
Пікнік на затоці в серпні 1909 року
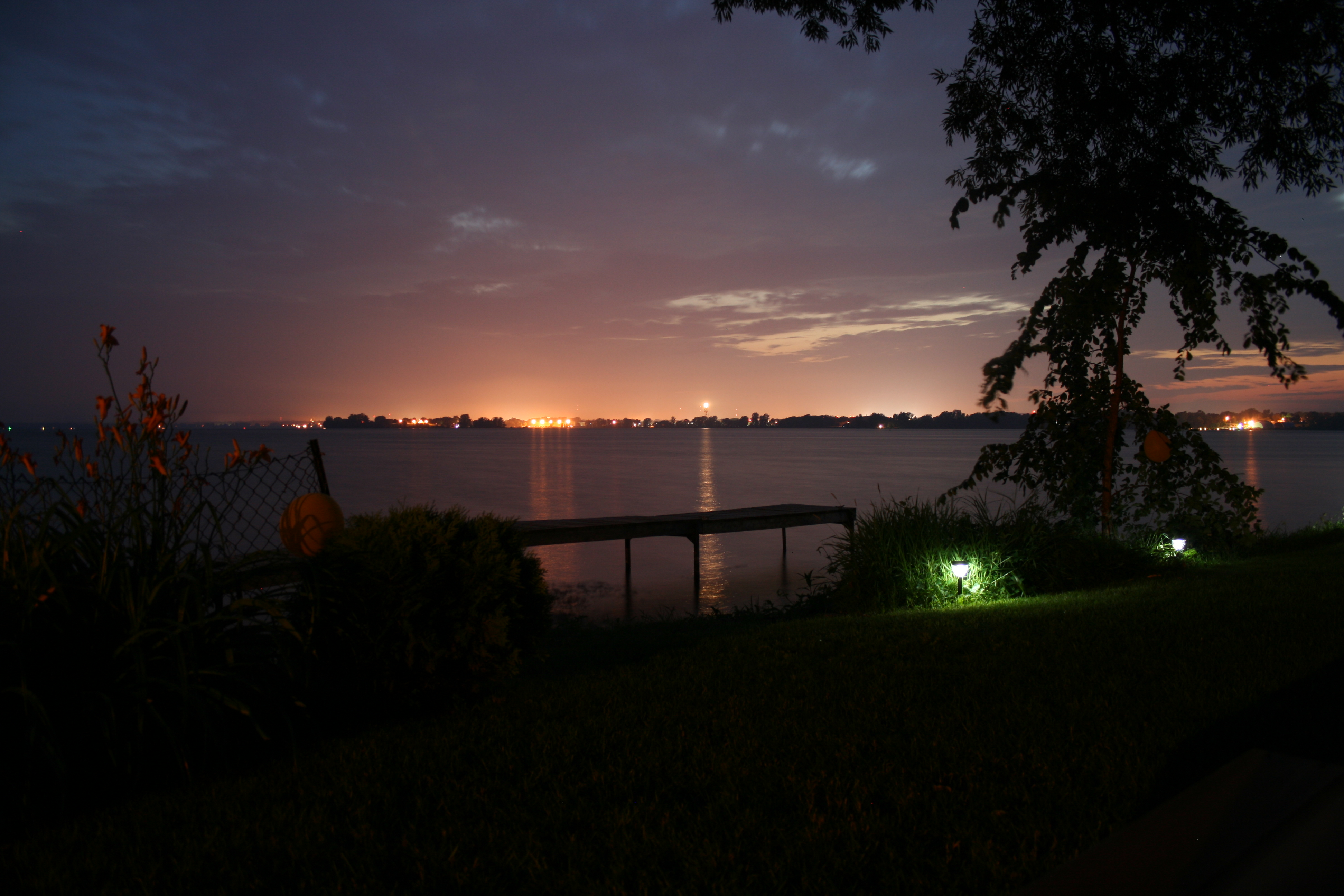
Затока Квінті вночі з видом на CFB Trenton.